# Neapolská univerzita

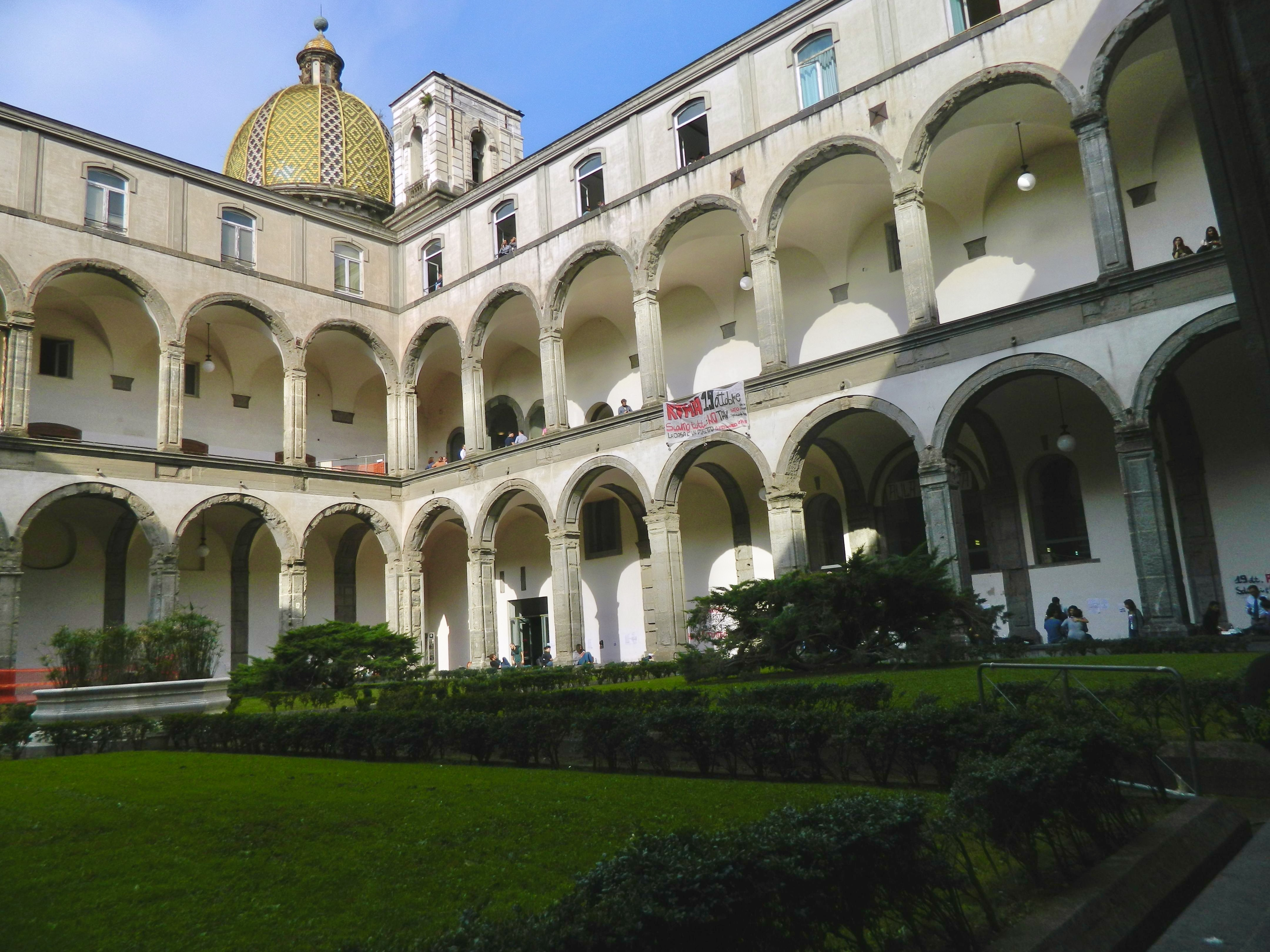
Filozofická fakulta (S. Pietro Martire)

Neapolská univerzita Fridricha II. je přední italská univerzita, založená roku 1224 císařem Fridrichem II. Štaufským jako první státní univerzita na světě. Je to největší z pěti neapolských univerzit a na čtyřech fakultách zde studuje téměř 80 tisíc studentů.

## Historie
Císař Fridrich II., který byl zároveň králem Sicílie, měl k založení univerzity několik důvodů. Jednak chtěl zajistit pro Sicílii a jižní Itálii dostatek vzdělaných lidí, chtěl tím ale také vytvořit protiváhu k severoitalským univerzitám a posílit své postavení vůči papeži. Vedle studia svobodných umění, medicíny a teologie, byla zaměřena především na studium práva a tedy vzdělávání budoucích královských úředníků. Studium se konalo hlavně v dominikánském klášteře (San Domenico maggiore), kde žil a učil také Tomáš Akvinský.
Fakt, že byla založena bez papežského souhlasu, vedl několikrát k uzavření univerzity (v letech 1443.1465 a 1490-1506) a v 17. století zažila úpadek kvůli konkurenci jiných vysokých škol. Teprve v 18. století, když na neapolský trůn přišli Bourboni, začali univerzitu podporovat. Roku 1735 vznikla katedra astronomie a roku 1754 katedry mechaniky a ekonomie, první na světě. Během 19. století počty studentů stoupaly, univerzita však sídlila v nevyhovujících budovách bývalých klášterů. Teprve roku 1884 se dočkala nové budovy, v níž její vedení sídlí dodnes. V roce 1943 univerzitu vypálila ustupující německá armáda. Po válce se Neapolská univerzita podílela na prudkém rozvoji univerzit po celé Evropě, takže je počtem studentů druhá v Itálii (za univerzitou La Sapienza v Římě) a od roku 1987 nese v názvu jméno svého zakladatele.

## Popis
Univerzita se dělí na čtyři fakulty a 26 oddělení, která nabízejí několik set studijních programů.
1. Fakulta medicíny a chirurgie
2. Fakulta zemědělství a veterinární medicíny
3. Fakulta humanitních a společenských věd
4. Fakulta polytechnická a základních věd.

Hlavní sídlo univerzity je na Corso Umberto I., kampus medicíny tvoří 21 moderních budov na Rione Alto a kromě toho jsou i jednotlivá oddělení a ústavy rozmístěny na 20 dalších místech. K univerzitě patří i botanická zahrada a tři muzea: přírodovědné, zemědělské a veterinární.

## Hodnocení
Neapolská univerzita se ve světových žebříčcích QS roku 2016 umístila na 50.-100. místě (stavebnictví), 101.-150. (strojírenství, farmacie, zemědělství, fyzika, astronomie), 151.-200. právo, medicína, chemické inženýrství), 201.-250. elektronika a elektrotechnika, matematika, ekonomie), 251.-300. (biologie, IT a chemie).

## Významní absolventi a učitelé
- Nicola Abbagnano, filozof
- Giuseppe Abbamonte, právník
- Tomáš Akvinský, filozof a teolog
- Giordano Bruno, filozof, dominikánský mnich, matematik a astronom
- Maurizio Cheli, astronaut
- Benedetto Croce filozof
- Antonio Labriola, filozof
- Alfons Maria z Liguori, teolog, učitel církve
- Bartolo Longo
- Luigi De Magistris
- Ettore Majorana, fyzik
- Umberto Nobile, letecký inženýr a cestovatel
- Luca Parmitano, astronaut
- Nicola Romeo, inženýr, zakladatel firmy Alfa Romeo
- Roberto Saviano, novinář a spisovatel
- Michele Tenore, botanik
- Giambattista Vico, filozof, historik a právník

### Prezidenti Italské republiky
- Enrico De Nicola, první prezident Italské republiky
- Giovanni Leone
- Giorgio Napolitano

## Galerie

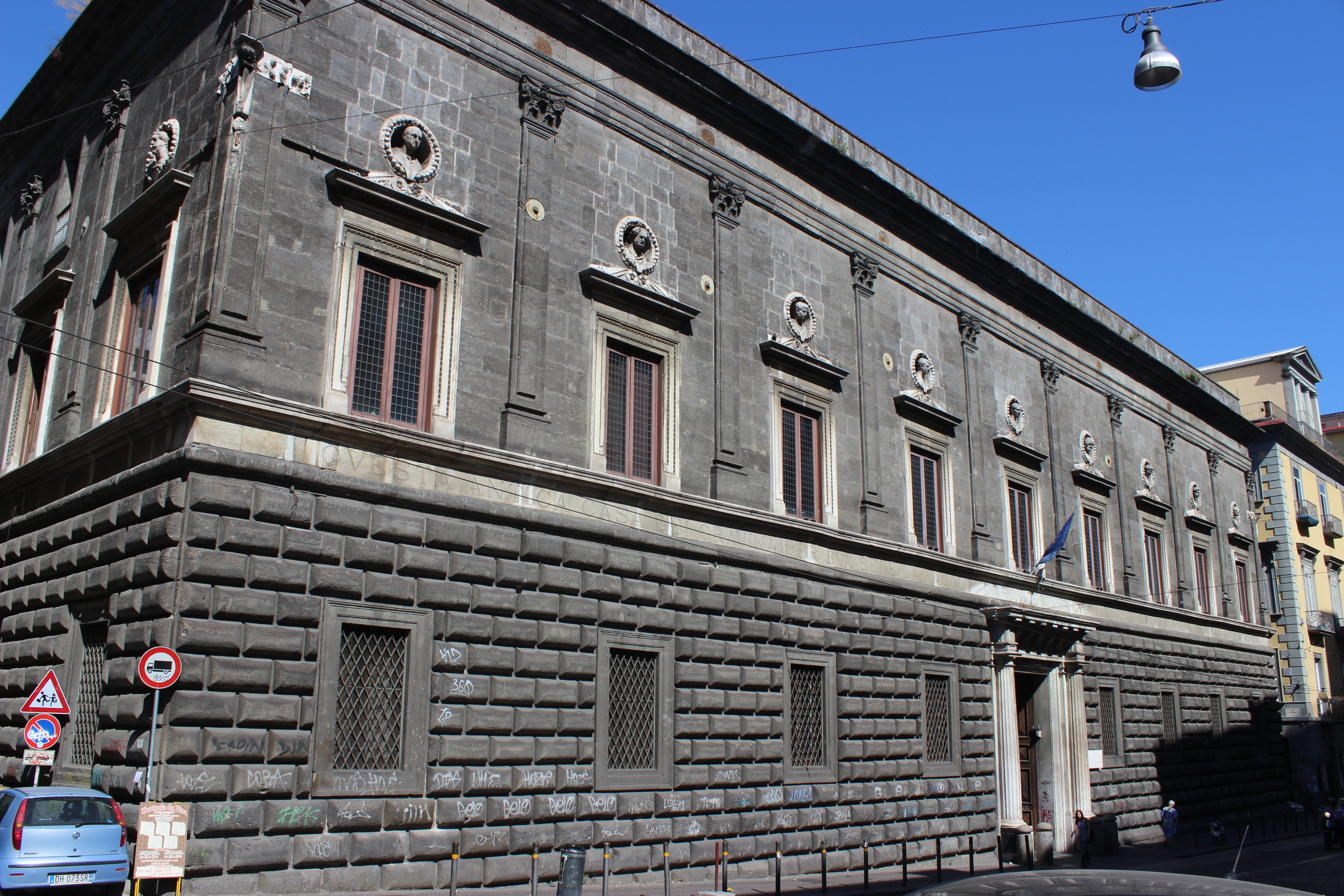
Palazzo Gravina, architektura
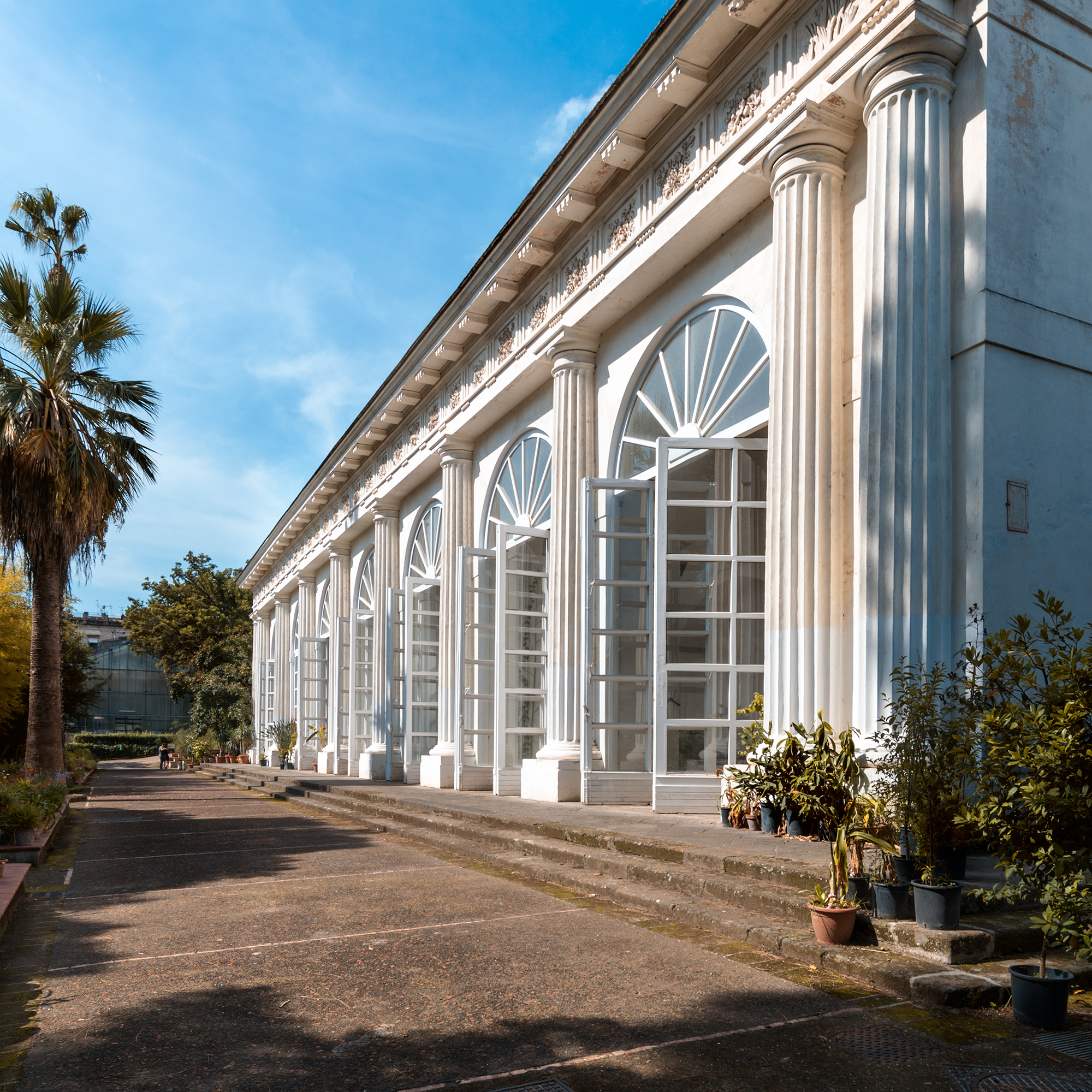
Botanická zahrada
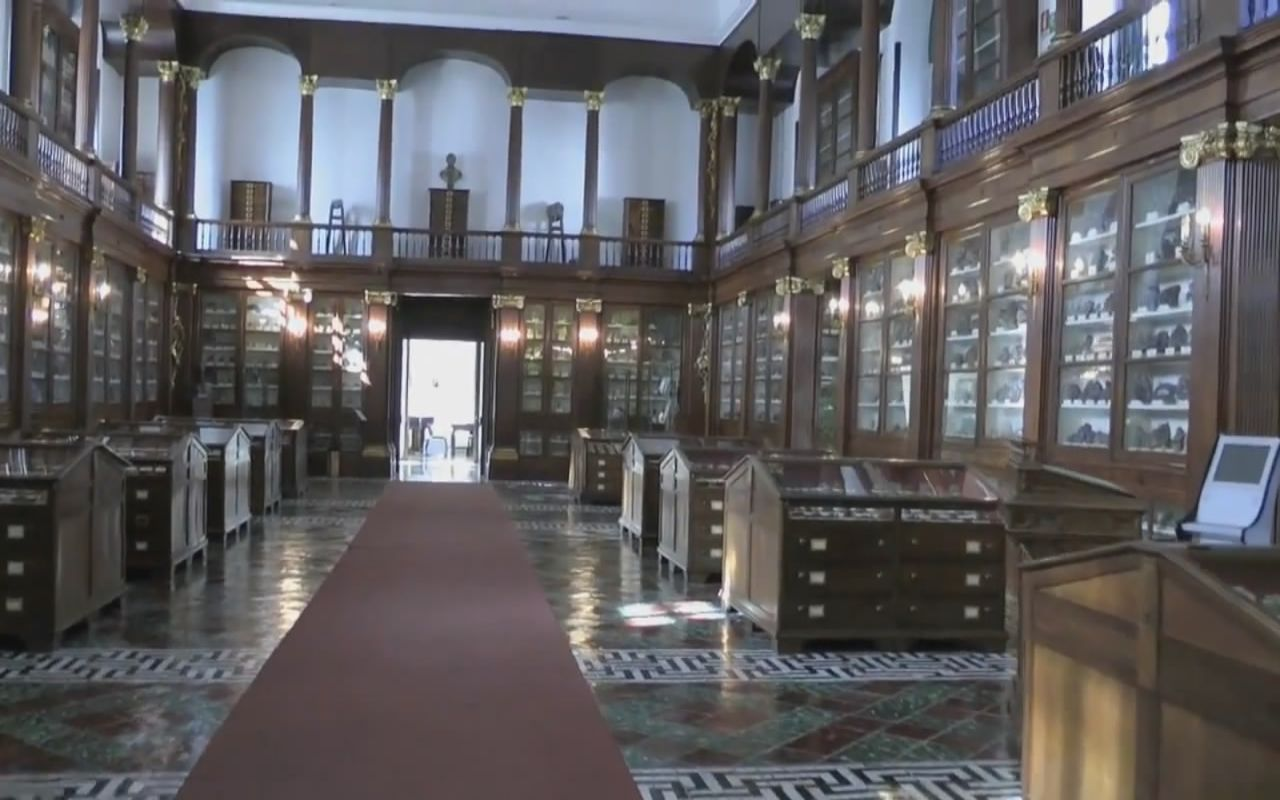
Mineralogické muzeum